# Joaquim Espinós Felipe
Joaquim Espinós Felipe (Benilloba, El Comtat, 1962) és un escriptor i professor universitari valencià. El seu àmbit d'estudi és la literatura contemporània, amb especial dedicació a la postguerra, l'exili i la literatura actual, així com a les relacions entre cinema i literatura. Ha publicat nombrosos articles en revistes especialitzades i de divulgació així com en volums recopilatoris, i els llibres La poètica de l'imaginari (1999, UA), La imaginació compromesa. L'obra d'Agustí Bartra (1999, UA) i Història d'un entusiasme. Nietzsche i la literatura catalana (2009, Pagés), amb el qual va guanyar el premi Josep Vallverdú d'assaig de 2008. Ha col·laborat habitualment com a crític literari en diverses publicacions, i en el  blog (elsalimentsterrestres.blogspot.com.). Una selecció d’aquests escrits han estat publicats a Estat crític. Apunts sobre la literatura del nou mil·lenni (2017. Institut de Cultura Juan Gil-Albert). 
En l’àmbit de la creació literària s'inicià en el gènere poètic, guanyant diversos premis i publicant en diverses antologies, com ara Escrito en Alicante. Muestra de poesía joven, Diputació Provincial d’Alacant, 1985; Llampecs d’espurnes. Mostra de poesia de l’Alcoià-Comtat, Institut Juan Gil-Albert, 1991;  A Alacant. Els dimarts poètics de La Naia, Institut Juan Gil-Albert, 1992. Finalment es decantà per la narrativa, dins de la qual ha publicat el relat infantil Joan de l’Iris i el rossinyol (2002, Ajuntament de Meliana), premi “Empar de Lanuza” 2001; i  les novel·les La devastació violeta (1991, Bullent), premi Enric Valor de narrativa juvenil 1990; Ombres en el riu (1995, Bullent), El cervell de la serp  (2007, 3 i 4), premi Antoni Bru, Ciutat d’Elx, 2006,  Material fotogràfic (2015, Onada), premi Ciutat de Sagunt 2014, i La presó del cel (2017, Lletra Impresa). El 2020 guanyà el premi d'assaig Mancomunitat de la Ribera Alta amb el diari El bosc i la casa (2021, Bromera).

## Obra[1]

### Poesia
- Batec de naufragi, La Rella, 5, 1985.
- Escrito en Alicante. Muestra de poesía joven, Diputació Provincial d’Alacant, 1985. (antologat)
- Llampecs d’espurnes. Mostra de poesia de l’Alcoià-Comtat, Institut Juan Gil-Albert, 1991.(antologat)
- A Alacant. Els dimarts poètics de La Naia, Institut Juan Gil-Albert, 1992.(antologat)

### Narrativa infantil i juvenil
- Fins que va traure el cap el rossinyol, il·lustracions de Teo Lledó (1990, Caixa d'Estalvis Provincial d'Alacant i València)
- La devastació violeta (1990, Bullent).
- Joan de l'Iris el rossinyol, il·lustracions de Justo.RR (2002, Institut Municipal de Cultura de Meliana).

### Novel·la
- Ombres en el riu (1995, Bullent).
- El cervell de la serp (2007, 3i4).
- Material fotogràfic (2015, Onada Edicions).
- La presó del cel (2017, Lletra Impresa).

### Assaig i estudis literaris
- La imaginació compromesa: l'obra d'Agustí Bartra (1999, Publicacions de la Universitat d'Alacant)
- La poética de l'imaginari (1999, Publicacions de la Universitat d'Alacant)
- Literatura creativa (2000, Bullent)
- Història d'un entusiasme: Nietzsche i la literatura catalana (2009, Pagès Editors).
- Estat crític. Apunts sobre la literatura del nou mil·lenni (2017. Institut de Cultura Juan Gil-Albert).

### Diaris
- El bosc i la casa (2021, Bromera)